# Chapelle Notre-Dame des Orties
Pour les articles homonymes, voir Chapelle Notre-Dame et Notre-Dame.
La Chapelle Notre-Dame des Orties est un édifice religieux de la commune de Pluvigner dans le Morbihan.
Cette chapelle fait l’objet d’une inscription au titre des monuments historiques depuis le 15 juin 1925.

## Légende
Selon la tradition, une jeune pastourelle muette, qui gardait son troupeau au lieu-dit des Orties, vit en apparition Notre-Dame lui demandant un agneau. Par miracle la fillette se mit à parler et répondit qu'elle ne pouvait donner son agneau sans l'autorisation de son père qui résidait au Casal de Sainte Marie.
La jeune pastourelle courut trouver son père qui s'étonna d'entendre sa fille parler. Il lui dit d'agir selon l'entière volonté de la Dame et la fillette revint donc au lieu de l'apparition pour offrir l'agneau. Marie lui demanda alors de construire une chapelle en ce lieu.
Apprenant cela, le père vint sur place où il trouva, sur une pierre et au milieu des orties, une statue de Notre-Dame. Il la rapporta au village, mais la statue disparut pour revenir au milieu des orties. On y construisit donc une chapelle.

## Histoire
En 1801 le Pape Pie VII accorde à la chapelle un jubilé qui pouvait être gagné le premier dimanche de juillet.